# Pleurakuppel
Als Pleurakuppel (lateinisch Cupula pleurae) wird der Teil des Brustfells (Pleura) bezeichnet, der die erste Rippe, den oberen Rand des Brustbeins und das Schlüsselbein überragt. Ihr liegt auch die obere Lungenspitze an. Das Brustfell reicht beim Menschen rückenwärts bis zum siebten Halswirbel und überragt das Schlüsselbein um 2 bis 3 cm und die Verbindung zwischen erster Rippe und Brustbein um etwa 4 cm. An die Pleurakuppel grenzen seitlich die Musculi scaleni, wobei Muskelfasern des Musculus scalenus minimus in die Pleurakuppel einstrahlen, zur Mitte hin die großen Halsgefäße und bauchwärts das Ganglion stellatum. Die Vorderfläche der Pleurakuppel wird vom Nervus phrenicus, Vena und Arteria thoracica interna und Arteria vertebralis überquert. Kopfwärts der Pleurakuppel liegt das Armgeflecht. Im Bereich der Pleurakuppel ist die Lunge nur durch Weichteile geschützt und durch Stichverletzungen leicht verwundbar.
Bei der Atmung ist die Pleurakuppel Zugkräften ausgesetzt. Die mit der Pleura verbundene Fascia endothoracica ist daher hier verstärkt, was als Membrana suprapleuralis (Sibson-Faszie) bezeichnet wird. Darüber hinaus gibt es bandartige Verstärkungen zu den Wirbelkörpern und Rippen, die als Zuckerkandl-Bänder bezeichnet werden und die Kuppel stabilisieren.